# Maricao
Maricao è una città di Porto Rico situata nell'entroterra centro-occidentale dell'isola. L'area comunale confina a nord con Las Marías, a est con Lares e Yauco, a sud con Sabana Grande e a ovest con San Germán e Mayagüez. Il comune, che fu fondato nel 1874, oggi conta una popolazione di oltre 5 000 abitanti ed è suddiviso in 16 circoscrizioni (barrios).

## Storia
Maricao è conosciuta come "città del caffè". Fu fondata il 10 aprile 1874 da Bernardo Collado, Julian Ayala, Francisco M. Sojo, Napoleon Pietri, e Leoncio S. Martinez. Durante il 19° secolo, nella regione si svilupparono piantagioni di caffè, con le quali si costruirono diverse case. Questa situazione durò fino al XX secolo, che segnò la fine del periodo molto favorevole per i produttori e l'economia della regione si deteriorò. Molte delle vecchie case sono ora utilizzate dall’industria del turismo. L'isola conserva un mercato di nicchia per il caffè di lusso, ma non può più prevedere una produzione su larga scala.